# Torre dei Bagnesi

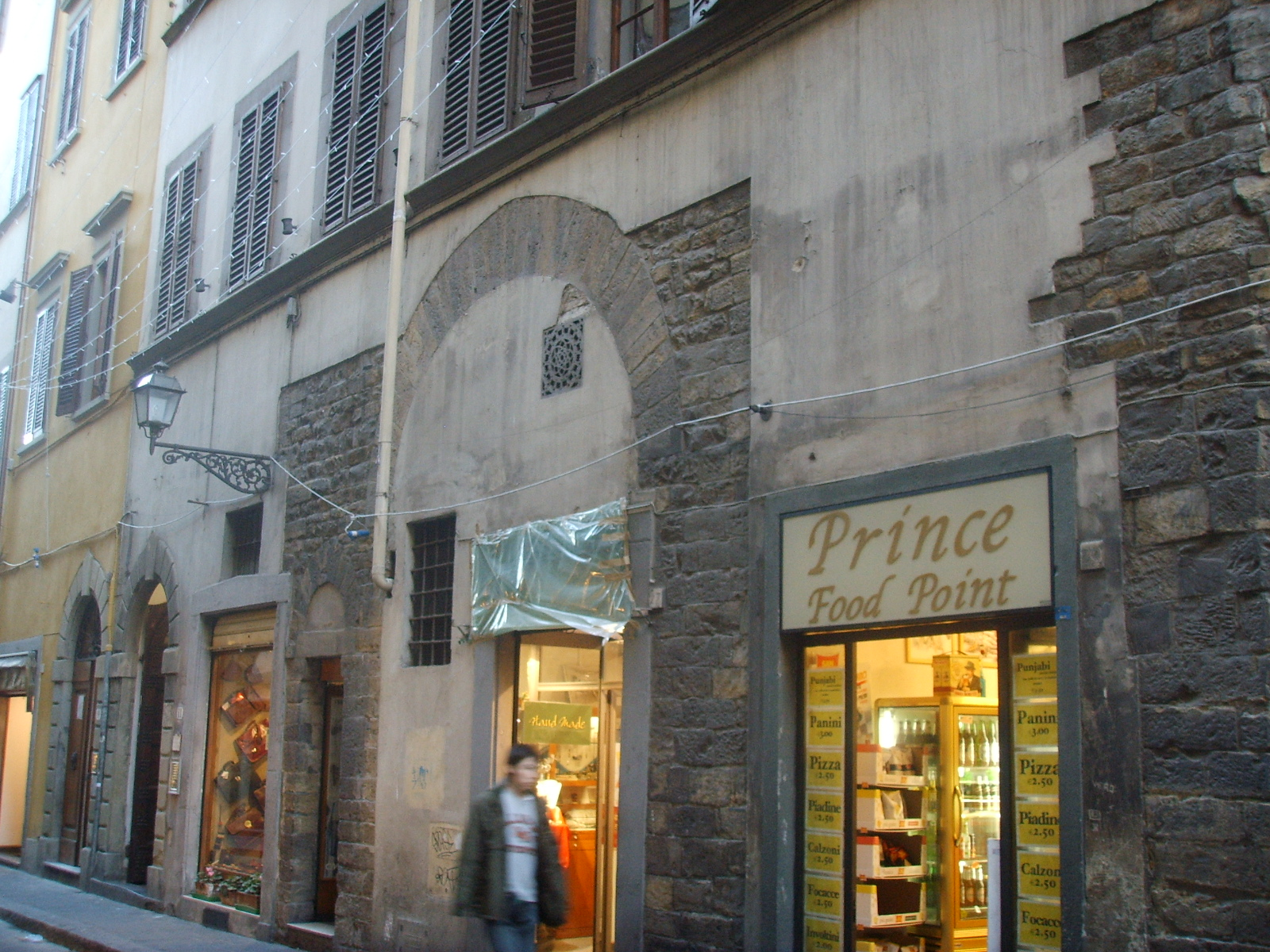
Os restos visíveis da Torre dei Bagnesi.

A Torre dei Bagnesi é uma torre apalaçada de Florença que se encontra na Via dei Neri, no centro histórico daquela cidade.

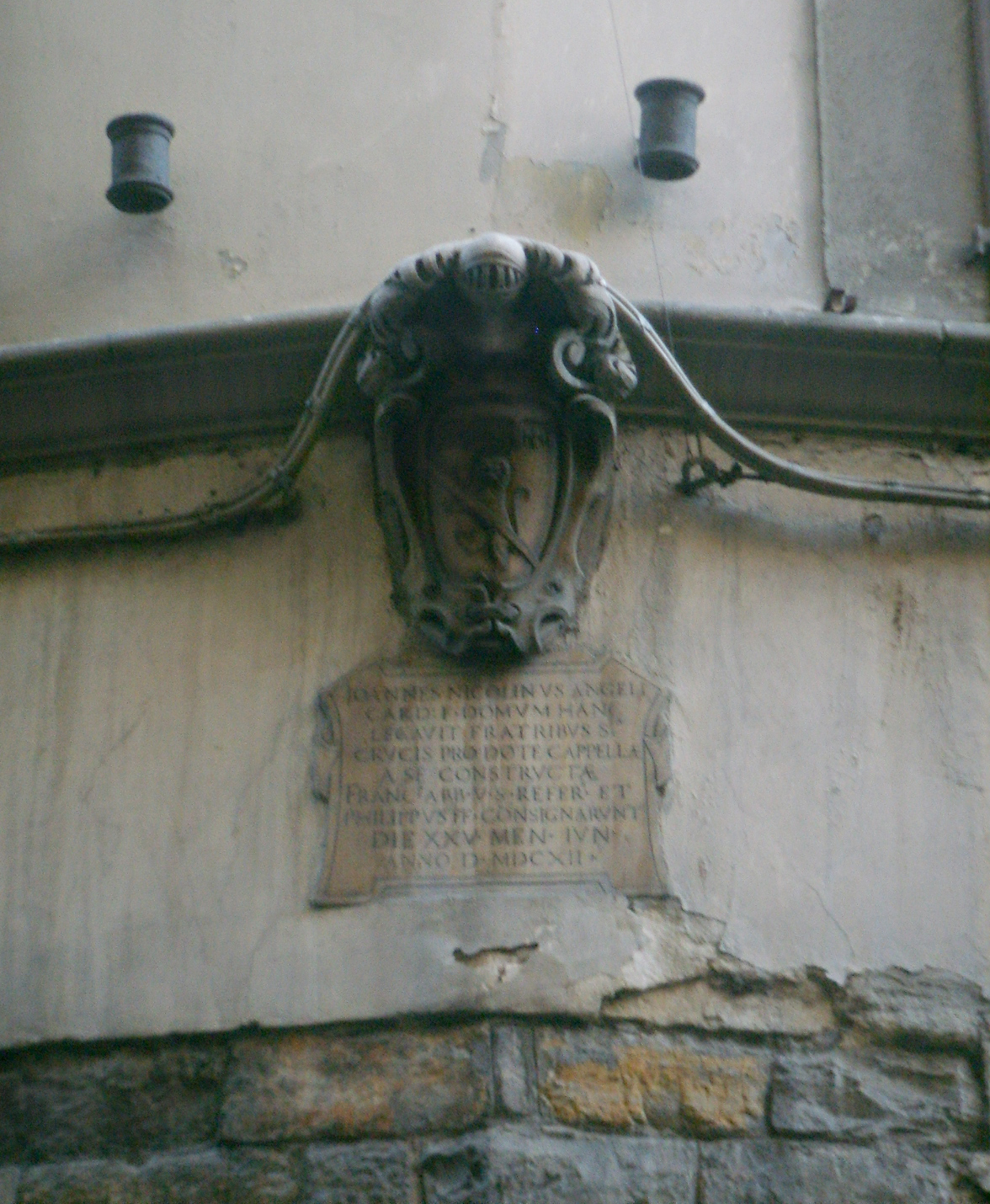
O brasão na torre.

A família dos Bagnesi era originária de Bagno di Montici, de onde deriva o seu apelido.
A família tinha algumas casas na zona em torno da Igreja de San Remigio (no interior da qual ainda está esculpido um brasão da família com duas faixas horizontais), entre as quais a mais reconhecível é a torre da Via de' Neri.
Deste edifício, muito transformado com o passar do tempo, restam apenas os trechos no piso térreo, sendo a parte superior completamente estucada. Ao lado dum portal alto e estreito, com arquitrave e arquivolta de arco ogival, vê-se o perfil das conchas dum grande arco, que talvez, em tempos, sustentasse uma "abóbada", ou seja, uma passagem coberta.
As partes que ainda mostram a pedra de construção revelam o uso de protuberâncias regulares de pedra. Um brasão na esquina recorda uma doação feita, em 1664, por um membro da família Niccolini a uma instituição religiosa.